# Chloe Dao
Chloe Dao, född 15 juni 1972, är en amerikansk modedesigner av vietnamesiskt ursprung som bor och arbetar i Houston, Texas. Hon är vinnaren av andra säsongen av dokusåpan Project Runway.